# Gheorghe Oprea
Gheorghe Oprea (* 15. April 1927 in Băicoi, Kreis Prahova; † 1998) war ein rumänischer Politiker der Rumänischen Kommunistischen Partei PMR (Partidul Muncitoresc Român) und ab 1965 PCR (Partidul Comunist Român), der unter anderem zwischen 1974 und 1989 Mitglied des Politischen Exekutivkomitees des Zentralkomitees (ZK) der PCR war. Der ausgebildete Maschinenbauingenieur war von 1974 bis 1978 Vize-Ministerpräsident sowie anschließend bis zur rumänischen Revolution am 22. Dezember 1989 Erster Vize-Ministerpräsident und damit einer der höchsten Regierungsfunktionäre des Landes. Als solcher war er seit Ende der 1970er Jahre bis zum Sturz des Regimes von Nicolae Ceaușescu am 22. Dezember 1989 maßgeblich für die industrielle Entwicklung und die energetische Versorgung Rumäniens verantwortlich.

## Leben

### Studium, Ingenieur und Ministerialbeamter
Oprea besuchte zwischen 1938 und 1972 das Gewerbliche Gymnasium in Ploiești und war danach als Analytiker und technischer Kontrolleur in der dortigen Mǎrgineanca-Fabrik tätig. 1946 trat er der damaligen Kommunistischen Partei PCR (Partidul Comunist din România) als Mitglied bei und absolvierte seit 1949 ein Maschinenbaustudium, das er als Ingenieur abschloss. Während seines Studiums engagierte er sich im Organisationsbüro der Parteigrundorganisation der Fakultät und war anschließend kurze Zeit als Instrukteur in der ZK-Abteilung für Schwerindustrie tätig, ehe er 1951 Kontrolleur in einer Sektion des Verteidigungsministeriums wurde.
Danach wechselte Oprea in das Ministerium für Schwerindustrie und war dort anfangs Leiter der Hauptabteilung für Metallproduktion und Verbrauchsgüter und danach zwischen 1957 und 1961 Leiter des Kontrollorgans sowie Leiter der Hauptabteilung für Feinwerktechnik. Im Anschluss war er zwischen 1961 und 1962 stellvertretender Leiter der Hauptabteilung für LKW, Traktoren und Feinwerktechnik im Ministerium für Metallurgie und Maschinenbau sowie danach von 1962 bis zum 3. März 1970 Vize-Minister für die Maschinenbauindustrie. Auf dem neunten Parteitag der PCR vom 19. bis 24. Juli 1965 wurde er Kandidat des ZK der PCR und war zugleich seit dem 1. Juni 1966 Mitglied des Komitees für staatliche Auszeichnungen. Darüber hinaus wurde er am 6. Oktober 1969 auch Leiter der Hauptabteilung für Serienproduktion im Ministerium für die Maschinenbauindustrie sowie am 24. Februar 1970 Berater des ZK der PCR.
Oprea wurde am 21. Juli 1972 Mitglied des ZK der PCR und gehörte diesem bis zur rumänischen Revolution am 22. Dezember 1989 an. Gleichzeitig wurde er am 8. Mai 1973 Vizepräsident des Obersten Rates für wirtschaftliche und soziale Entwicklung.

### Abgeordneter und Aufstieg zum Ersten Vize-Ministerpräsidenten
Am 30. März 1974 wurde Oprea zuerst Vizepräsident des Ministerrates und bekleidete diese Funktion bis zum 18. März 1975. Auf dem elften Parteitag der PCR vom 24. bis 27. November 1974 wurde er zum Mitglied des Politischen Exekutivkomitees des ZK der PCR gewählt und gehörte diesem Führungsgremium der Partei ebenfalls bis zum 22. Dezember 1989 an.
1975 wurde er erstmals Mitglied der Großen Nationalversammlung (Marea Adunare Națională) und vertrat dort bis 1980 den Wahlkreis Nr. 1 Ploiești-Sud sowie anschließend den Wahlkreis Nr. 3 Galați-Nord sowie zuletzt zwischen 1985 und 1989 den Wahlkreis Nr. 3 „16 Februarie“ Cluj-Napoca.
Zugleich bekleidete er zwischen dem 18. März 1975 und dem 7. März 1978 die Funktion als Vize-Ministerpräsident, ehe er zuletzt vom 25. April 1978 bis zur Revolution vom 22. Dezember 1989 Erster Vize-Ministerpräsident war. Als solcher war vom 25. April 1978 bis zum 17. Januar 1983 auch Präsident des Koordinierungsrates für die Entwicklung der Energiegrundlagen und das Funktionieren des nationalen Energiesystems. Zusätzlich war er seit dem 9. April 1979 Präsident des Koordinierungsrates für die Ausweitung, Spezialisierung und Zusammenarbeit zwischen der Maschinenbauindustrie und der metallurgischen Industrie sowie 1987 auch Präsident des Koordinierungsrates für die Koordinierung der Aktivitäten der chemischen Industrie, der Petrochemie und der Leichtindustrie und auch 1987 Präsident des Koordinierungsrates für die Aktivitäten im Transport- und Telekommunikationswesen.

### Ehrungen und Auszeichnungen
Für seine langjährigen Verdienste wurde Oprea mehrfach ausgezeichnet und erhielt unter anderem am 18. Mai 1966 den  Orden Tudor Vladimirescu Fünfter Klasse (Ordinul Tudor Vladimirescu), am 15. April 1977 den Orden der Arbeit Erster Klasse (Ordinul Muncii) sowie am 22. April 1984 die Medaille A 40–a aniversare a revoluției de eliberare socialǎ și națională, antifascistă și antiimperialistă.
Darüber hinaus wurde ihm 1975 das Großkreuz des portugiesischen Orden des Infanten Dom Henrique verliehen.